# Coutumier Hory

Première page du coutume Hory (Q41).

Le coutumier Hory est un projet de mise par écrit de la coutume de la principauté de Neuchâtel au début du XVIIe siècle. Il n’a jamais acquis force de loi, mais se distingue par sa qualité et sa structure qui constitue une innovation singulière à cette époque,.
Une édition numérique du coutumier, ainsi qu’une édition papier ont été publiées dans la collection des sources du droit suisse.

## Origine
Désireuse d’asseoir l’autorité de la famille des Orléans-Longueville dans leur principauté de Neuchâtel, la régente d’Henri II a entrepris différentes démarches ; le coutumier Hory est l’une d’elles. Il devait permettre au prince de reprendre le contrôle du droit civil qui lui échappait en étant un droit coutumier. La rédaction de l’ouvrage fut confiée au chancelier Jean Hory dont il tire son nom d’usage actuel. Après sa rédaction et sa correction, l’ouvrage a été mis à l’essai dans les justices de Boudry et de Valangin.

## Structure
Le coutumier Hory ne reproduit pas textuellement la coutume neuchâteloise. Il s’agit pour ainsi dire d’un code plus que d’un coutumier. Il présente en 58 chapitres un projet législatif relativement complet censé régler l’ensemble du droit civil de la principauté.